# Тундутов, Джамба-тайши
Джамба-тайши Тундутов (ум. 1830-е годы) — командир Первого Астраханского калмыцкого полка, капитан, князь, участвовал в Отечественной войне 1812 года в составе нерегулярных войск.

## Биография
7 апреля 1811 года российское правительство издало указы, в которых предписывалось генералу-лейтенанту Н. Ф. Ртищеву сформировать два полка из калмыков, проживавших в Астраханской, Саратовской, Кавказской губерниях и в пределах Войска Донского. Летом 1811 года были сформированы два полка каждый по пятьсот человек. Один из полков был составлен из калмыков дербетовских улусов. Командование эти полком было поручено Дамба-тайши Тундутову. Вторым полком командовал Серебджаб Тюмень. 29 октября 1811 года Первый Калмыцкий полк выдвинулся в Рыльск.
Первый Астраханский Калмыцкий полк под командованием Джамба-тайши Тундутова участвовал в различных сражениях Отечественной войны. В 1812 году полк принимал сражения в районе реки Буг и городов Брест-Литовска, Волковыска, а также в составе экспедиции генерала Чернышёва в Варшаву. В 1813 году Первый Астраханский Калмыцкий полк принимал участие в блокаде крепости Модлина до её капитуляции. В 1814 году Первый Калмыцкий полк принимал участие в сражении при Фер-Шампенуазе.
20 ноября 1814 года Первый Калмыцкий полк вернулся в пределы России.
Джамба-тайши Тундутов умер в 1828 или в 1830-е года и был похоронен в Малодербетовском улусе, Калмыкия.

## Награды
За участие в Отечественной войне 1812 года Джамба-тайши Тундутов был произведён царём Александром I в капитаны. За участие в блокаде крепости Модлина Джамба-тайши был награждён золотой саблей «За храбрость».

## Память
- В августе 2013 года на въезде в Элисту со стороны Волгограда был установлен памятник, посвящённый Джамба-тайши Тундутову[2].

Памятник Джамбе-тайши Тундутову около Элисты на трассе Волгоград — Элиста

## Источник
- Лари Илишкин. Знаменитые калмыки прошлого. Элиста, 2010. — С. 22—25.
- Прозрителев Г. Н. Первый Астраханский Калмыцкий полк / Военное прошлое наших калмыков. Ставрополь, 1912.
- Митиров А. Г. Истоки. Элиста, 2002.